# 北九州市立長行小学校
北九州市立長行小学校（きたきゅうしゅうしりつ おさゆきしょうがっこう）は、福岡県北九州市小倉南区長行東三丁目にある公立小学校。

## 沿革
- 1871年（明治4年）-明誠校が設立
- 1881年（明治14年）-長尾小学校に改称
- 1887年（明治20年）-長尾小学校簡易科に改称
- 1891年（明治24年）-長行尋常小学校に改称
- 1941年（昭和16年）-長行国民学校に改称
- 1947年（昭和22年）-小倉市立長行小学校に改称
- 1963年（昭和38年）-北九州市立長行小学校に改称
- 1981年（昭和56年）-創立百十周年記念式典を挙行

## 交通
- 北九州モノレール徳力嵐山口駅から徒歩18分
- 西鉄バス北九州
  - 長行校下バス停下車、徒歩約6分
  - 長行バス停下車、徒歩約7分